# Aldeias do Xisto
Aldeias do Xisto (dt.: Schieferdörfer) ist ein Verbund von Dörfern in der portugiesischen Region Região Centro, die für ihre Schiefer-Bauten bekannt sind.

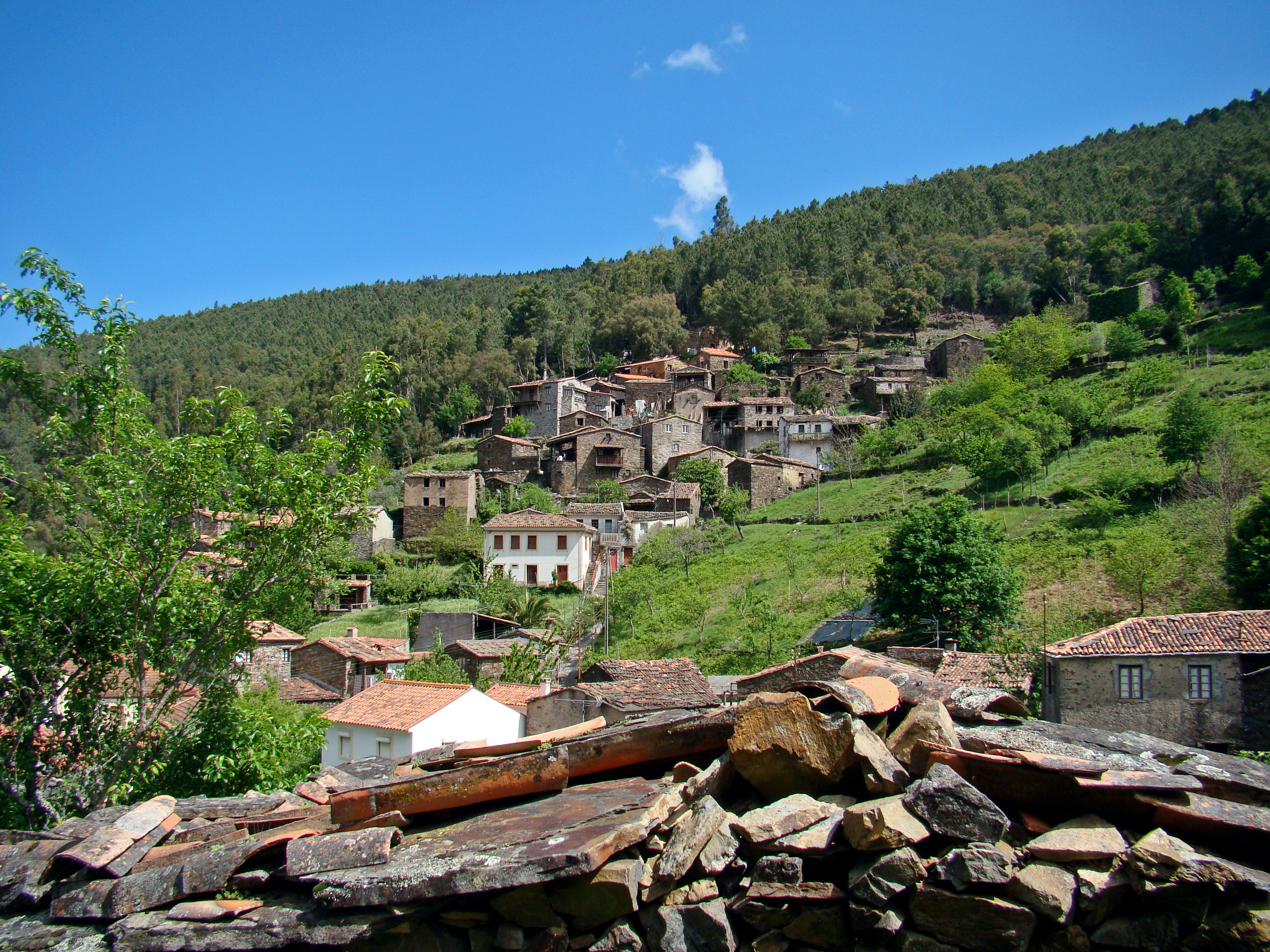
Das Schieferdorf Candal

## Geschichte

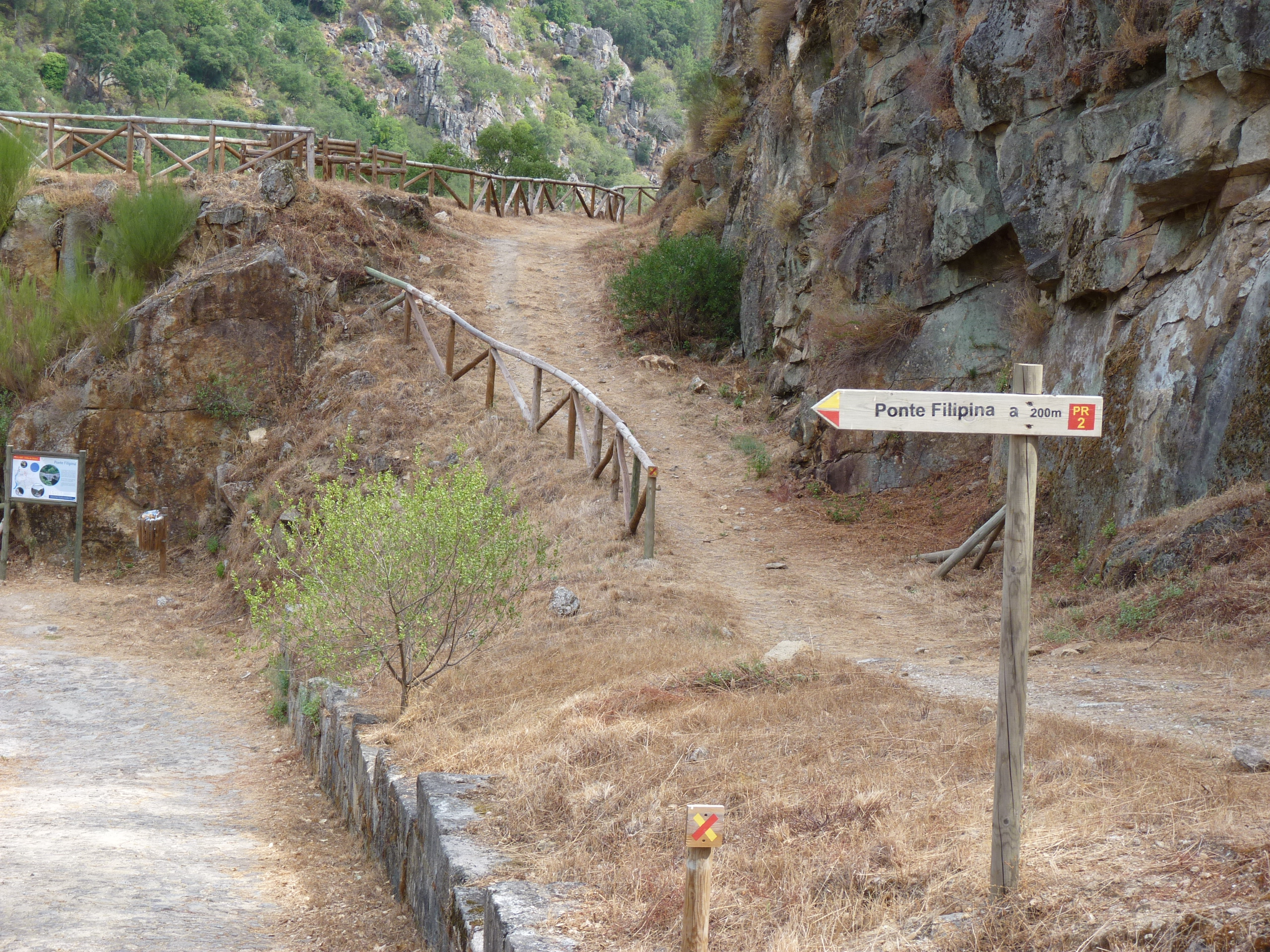
Wanderwege in der Region der Aldeias de Xisto

Um dem baulichen Verfall und der Abwanderung aus den traditionellen Schieferdörfern der Regionen Pinhal Interior Sul und Pinhal Interior Norte entgegenzuwirken, nahm die Regionalverwaltung die Anregung einiger Studentengruppen und anderer Initiativen der Region auf und startete 2001 ein entsprechendes Programm unter dem Namen Programa das Aldeias do Xisto (dt.: Schieferdörfer-Programm). Der Erhalt der Häuser, aber auch der handwerklichen, gastronomischen und kulturellen Traditionen der Dörfer waren das erklärte Ziel der Projektarbeit, die zudem die Erschaffung der touristischen Marke Aldeias do Xisto zum Zweck der wirtschaftlichen Belebung vorsah. 24 Dörfer aus 14 Kreisen (Concelhos) wurden in das Programm aufgenommen, nachdem sich die entsprechenden Kreisverwaltungen mit Entwicklungsplänen für die Teilnahme beworben hatten.
Das Projekt wurde anfänglich mit 25 Millionen Euro gefördert, die aus staatlichen Mitteln, privaten Investitionen und zu 70 % aus dem Europäischen Fonds für regionale Entwicklung (EFRE, port.: FEDER) stammten. Die Wirtschaftlichkeitsberechnung für das Projekt ging von einer anfänglichen Mindestzahl von 100.000 Besuchern aus, die mit 350.000 bis 400.000 Besuchern im Jahr 2006 deutlich übertroffen wurde.
Das in Zusammenarbeit mit 16 Kreisverwaltungen (Câmara Municipal) geführte, und von etwa 70 lokalen Gastronomie-, Tourismus- und Veranstaltungsunternehmen mitgetragene Projekt entwickelte seither eine Vielzahl von Angeboten und Aktivitäten. So wurden die Aldeias do Xisto für ihre Ursprünglichkeit und den Kontakt mit den Einwohnern bekannt, und bieten sich seither vor allem für Besucher an, die an naturnahen Angeboten wie Wandern, Wildwasserpaddeln oder Kanuwandern, oder an ursprünglichen Traditionen in Gastronomie und Handwerk interessiert sind.

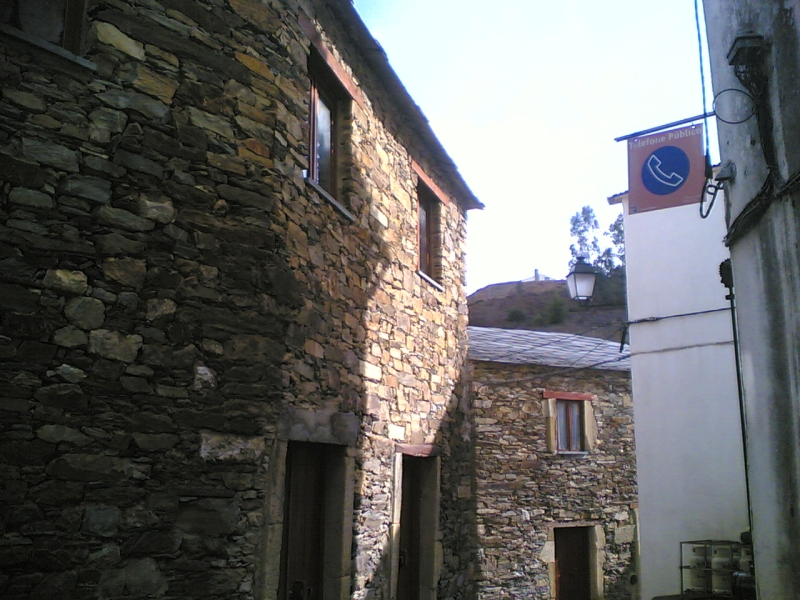
Gassen im Dorf Fajão

Zwischenzeitlich wurde die Agentur ADXTUR - Agência para o Desenvolvimento Turístico das Aldeias do Xisto (dt.: Agentur zur touristischen Entwicklung der Schieferdörfer) gegründet, die nun die Aktivitäten der Aldeias do Xisto bündelt. Die ADXTUR ist ein privatrechtlicher und gemeinnütziger Verein, dem alle privaten und rechtlichen Personen und öffentliche Institutionen beitreten können. Er hat seinen öffentlich zugänglichen Sitz in Casa Grande, einem Herrenhaus aus dem 17. Jahrhundert in Barroca (Fundão). Mitglieder des Vereins sind u. a. 55 regionale Kreis- und Gemeindeverwaltungen und deren Tourismusbüros, 85 Hotels, Campingplätze und Pensionen, 20 Tourismusveranstalter, 23 regionale Vereine und Bürgerinitiativen, fünf Cafés und 44 Restaurants.

## Konzeption
Der ursprüngliche Gedanke war, die von Landflucht und Verfall bedrohten Dörfer zu erhalten und zu fördern, indem man sie restauriert, mit touristischer Infrastruktur ausstattet und mit einem einheitlichen Marketing an die Öffentlichkeit herantritt, um damit wirtschaftliche Impulse auszulösen. Dazu entwickelte man das Konzept des Erholungsurlaubes in unverfälschten Dörfern, die von intakter und abwechslungsreicher Natur umgeben sind, zurückhaltend restauriert und im Sinne zeitgemäßen Designs ausgestattet wurden. Nachhaltigkeit in Bezug auf Umwelt und Lebensgrundlage der Bewohner war ein Kernpunkt des Konzeptes, die Einbindung der Einwohner und der natürliche Kontakt zwischen ihnen und den Besuchern ein weiterer. Daher wandte man sich nicht den Mitteln des internationalen Massentourismus zu, sondern dem Turismo rural und den individuellen lokalen Gegebenheiten. Auch um Barrierefreiheit ist das Projekt bemüht, um auch behinderten Besuchern Angebote machen zu können.
Das Konzept der Schieferdörfer wird fortlaufend weiterentwickelt, etwa durch Projekte wie dem mit der Design Academy Eindhoven zur weiteren Aufwertung und Erhaltung der Dörfer, oder mit den Läden des Projektes. Überregionale Mountainbike-Wettbewerbe, Unterprojekte wie Fado-Konzertreihen, das Jazzfestival der Aldeias do Xisto, die Route der Felsmalereien (port.: arte rupreste) der angeschlossenen Dörfer, oder die ausgeschilderten Wander- und Rallye-Wege entlang der Aldeias do Xisto wenden sich an verschiedene Zielgruppen.

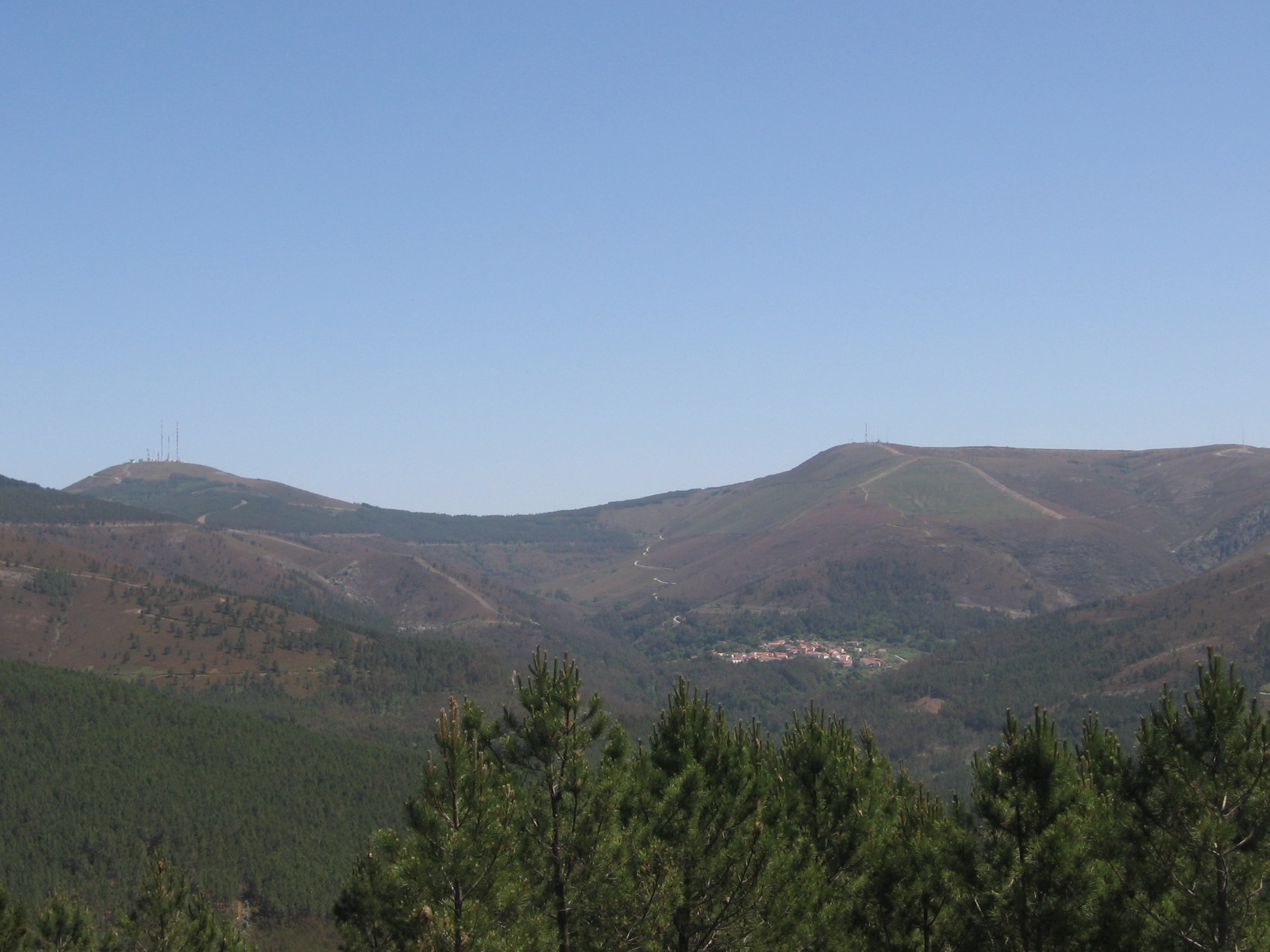
Lage des Dorfes Coentral in der Serra da Lousã

## Rezeption
Das Konzept ist inzwischen etabliert und gilt als erfolgreich. Sowohl im Inland als auch international erlangten die Aldeias do Xisto seither zunehmend Bekanntheit, insbesondere für die Kombination aus abwechslungsreicher Natur und den authentischen, gut erhaltenen Dörfern, die sich ein eigenes Leben bewahrt haben und kein Ziel des organisierten Massentourismus sind. Gelegentlich kommt es dabei auch zu kulturell- oder interessensbedingten Reibungen zwischen alteingesessenen Bewohnern, Aussteigern, die sich hier niederlassen, und Kleinunternehmern, die das touristische Angebot vermarkten wollen. Jedoch bleibt der allgemeine Nutzen für die wirtschaftlich abgehängten und stark von Abwanderung bedrohten Dörfer unbestritten, und die örtliche Bevölkerung steht dem Projekt zumeist positiv gegenüber. Die lange isolierten Dörfer und ihre weiter anhaltende abgelegene Lage lassen keine allzu großen Besucherströme entstehen, und die Bewohner begegnen Besuchern wohlwollend und unvoreingenommen. Der Tourismus wird hier auch als belebendes Element und als Chance gesehen, Traditionen lebendig zu erhalten und lokale Produkte zu vermarkten.
Heute ist der Begriff der Aldeias do Xisto landesweit bekannt und wird häufig als Oberbegriff für die traditionellen Dörfer der Region verwendet, etwa bei Presseberichten über saisonale Tierbeobachtungen,  oder bei kulturellen Veranstaltungen in Dörfern der Region. Auch bei Reisesendungen im Fernsehen wurden die Aldeias do Xisto schon präsentiert.

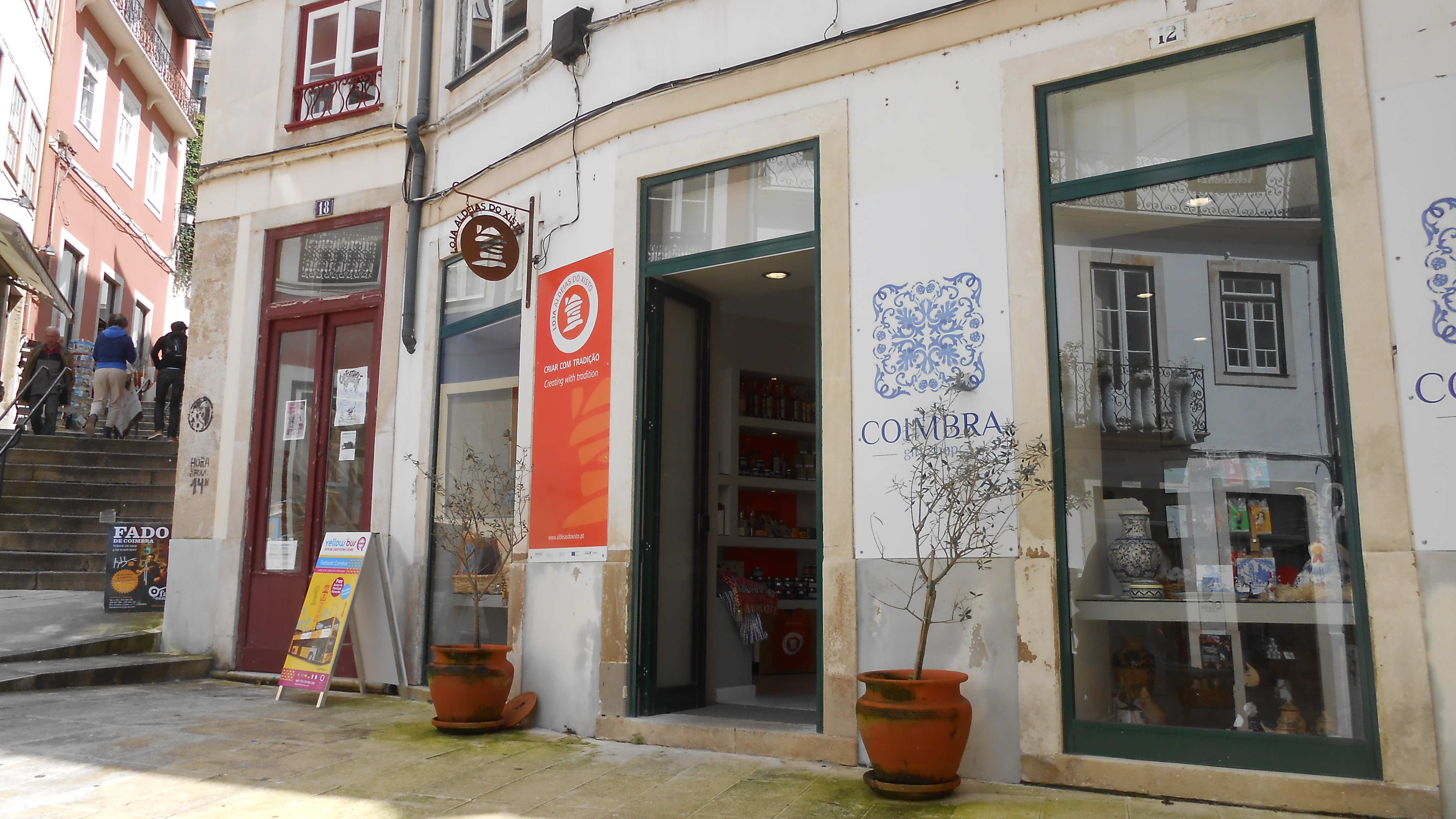
Der Laden der Lojas Aldeias do Xisto in Coimbra

Das Projekt verzeichnet weiter zunehmende Anerkennung. Dies zeigt sich auch in wachsenden Besucherzahlen, auch zunehmend aus dem Inland, trotz der Wirtschaftsrezession des Landes infolge der internationalen Bankenkrise. So sind die Übernachtungszahlen von 10.000 im Jahr 2008 auf über 45.000 im Jahr 2012 gestiegen. Auch die internationale Aufmerksamkeit nahm seit Beginn des Projektes zu. So wurden die Aldeias do Xisto 2008 als Reiseziel bei den Verleihungen der Goldenen Palme der Reisezeitschrift GEO Saison prämiert. Im gleichen Jahr startete eine, von Norwegen finanzierte Initiative, die junge norwegische und portugiesische Handwerker durch alte lokale Handwerker in traditionellen Bauweisen schulen ließ, um die historische Bausubstanz der Dörfer weiter zu erhalten, und die Zahl der nutzbaren Gebäude zu erweitern.

## Die Läden des Projektes
Mit den Geschäften des Projektes, den Lojas Aldeias do Xisto, verfügt das Projekt über eine wachsende Zahl von eigenen Ladenlokalen, sowohl in Projektdörfern, als auch in Großstädten. So gab es Ende 2012 in den Städten Barcelona, Porto und Lissabon Läden, und in den Dörfern Aigra Nova, Barroca, Benfeita, Candal, Martim Branco, Fajão, Figueira, und Casal de São Simão. In Coimbra und dem Dorf Álvaro sind zuletzt zwei Läden entstanden.

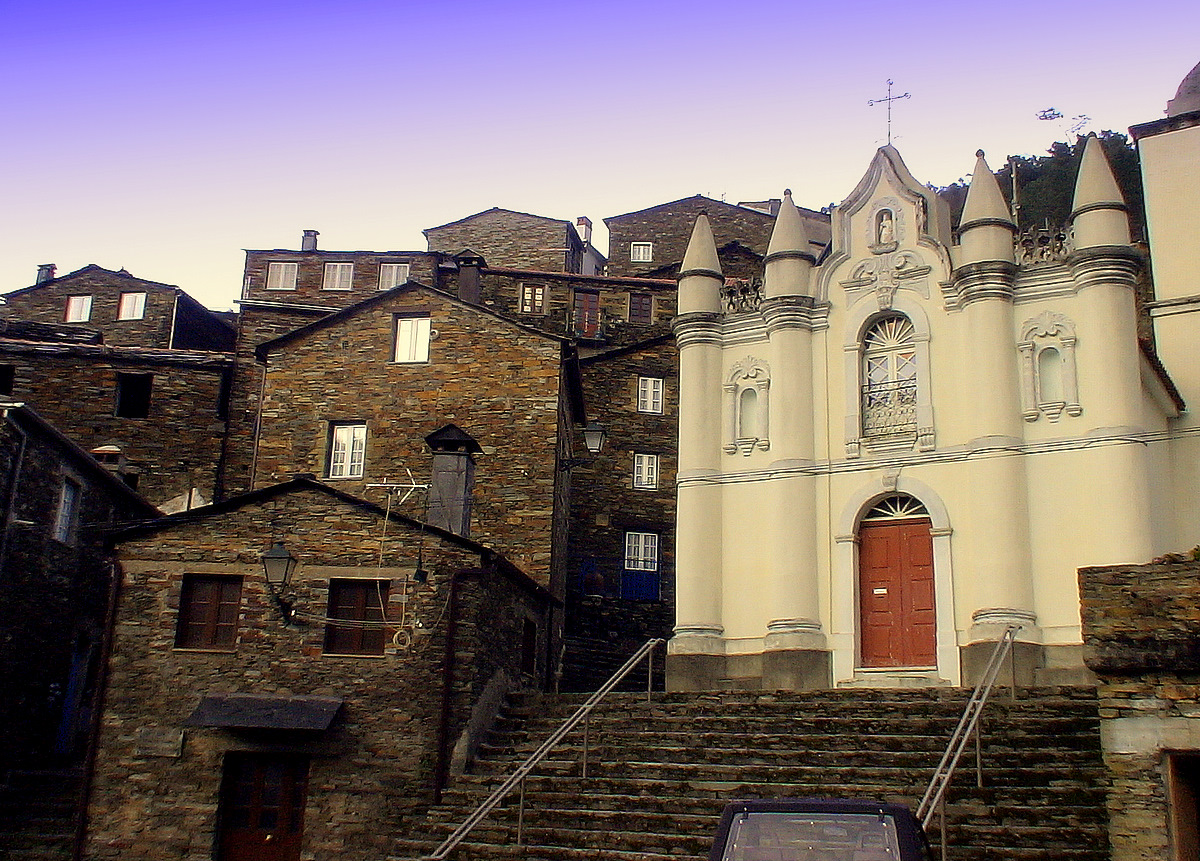
Das bekannte Schieferdorf Piódão gehört offiziell nicht zu den Aldeias do Xisto

In den überwiegend von Designern gestalteten Geschäften werden handgefertigte traditionelle Gebrauchsgegenstände aus den Dörfern angeboten, die zum Teil ebenfalls von zeitgenössischen Designern neu gestaltet wurden. Auch traditionelle Spezialitäten aus den Schieferdörfern werden verkauft, etwa besondere Käse- und Wurstwaren.
Die Läden der Dörfer dienen auch als Werbeforum, um die Schieferdörfer und ihr touristisches Angebot bekannter zu machen. In dem Zusammenhang finden in den Lojas Aldeias do Xisto auch Informationsveranstaltungen, saisonale Sonderverkäufe, oder Ausstellungen statt.

## Die Dörfer
Nicht alle für ihre Schieferarchitektur bekannten Orte in der Região Centro wurden aufgenommen, mangels Bewerbung oder Entwicklungsplan. Zuletzt waren 27 Dörfer dem Projekt angeschlossen.
| - Im Kreis Arganil: - Benfeita - Vila Cova de Alva - Im Kreis Castelo Branco: - Martim Branco - Sarzedas - Im Kreis Covilhã: - Sobral de São Miguel - Im Kreis Figueiró dos Vinhos: - Casal de São Simão - Im Kreis Fundão: - Barroca - Janeiro de Cima | - Im Kreis Góis: - Aigra Nova - Aigra Velha - Comareira - Pena - Im Kreis Lousã: - Candal - Casal Novo - Cerdeira - Chiqueiro - Talasnal - Im Kreis Miranda do Corvo: - Gondramaz - Im Kreis Oleiros: - Álvaro | - Im Kreis Oliveira do Hospital: - Aldeia das Dez - Im Kreis Pampilhosa da Serra: - Fajão - Janeiro de Baixo - Im Kreis Pedrógão Grande: - Mosteiro - Im Kreis Penela: - Ferraria de São João - Im Kreis Proença-a-Nova: - Figueira - Im Kreis Sertã: - Pedrógão Pequeno - Im Kreis Vila de Rei: - Água Formosa |